# 第2軍團 (德意志國防軍)
第2軍團（德語：Armeeoberkommando2）是二戰期間德國國防軍的一支部隊。第2軍團總部於1939年8月26日從第1軍團司令部在柏林短暫成立，在入侵波蘭開始時，於9月2日更名為北方集團軍。

## 历史
1939年10月20日，第2軍團重新組建，由馬克西米利安·馮·韋克斯大將指揮，改名為第8軍團，而有該名的軍團已從波蘭移至西部。它被分配到國防軍陸軍總司令部的保護區。5月10日法國戰役開始後，該軍團被分配到A集團軍，行軍穿過盧森堡、比利時和法國北部。從5月31日至6月4日，它向索姆河、埃納河和瓦茲河以北的前線進軍，並參與了橋頭堡的擴建。第一次在法國服役，軍團參與了對巴爾幹半島的入侵，然後作為巴巴羅薩行動的一部分在烏克蘭參與了進攻行動。
1942年，第2軍團覆蓋了在沃羅涅日周邊地區作戰的藍色方案的北翼。漢斯·馮·薩爾穆斯大將於7月14日成為指揮官。在斯大林格勒戰役之後的蘇聯冬季攻勢中，它在沃羅涅日-卡斯托寧斯克行動中遭受了重大失敗。沃爾特·魏斯大將於1943年2月4日成為指揮官。
1945年3月10日，迪特里希·馮·紹肯裝甲兵上將成為軍團司令。4月7日，陸軍更名為東普魯士軍團，在二戰結束前在歐洲防禦東普魯士和西普魯士的战斗中發揮了關鍵作用。

## 战斗序列
- 1941年4月：第51、49、46、52军
- 1942年1月：第35、55、38军
- 1943年7月：第7、13军
- 1945年1月：第20、23、27军